# Myriad Genetics
Myriad Genetics, Inc. est une entreprise de diagnostic moléculaire.

## Histoire
Myriad Genetics est créée en 1991. En 1996, l'entreprise lance le premier diagnostic moléculaire pour le cancer héréditaire du sein et le cancer des ovaires. Ce test est appelé BRACAnalysis et permet de développer des diagnostics également pour le cancer de la prostate, du côlon, du pancréas, de l'utérus et des mélanomes.  
En 2011, Myriad Genetics acquiert Rules-Based Medicine, Inc, une société spécialisée en immuno-essaie basée au Texas. En 2012, Myriad Genetics se développe à l'international avec l'ouverture de son laboratoire à Munich en Allemagne.
En 2013, une décision de la cour suprême des États-Unis dans l'affaire Association for Molecular Pathology v. Myriad Genetics, Inc. (en) a établi que les gènes humains ne pouvaient pas faire l'objet de brevets,.